# 田原村 (兵庫県)
田原村（たわらむら）は、兵庫県神崎郡にあった村。現在の福崎町の中心部、市川の左岸にあたる。

## 地理
- 河川：市川

## 歴史
- 1889年（明治22年）4月1日 - 町村制の施行により、神東郡西田原村・東田原村・南田原村の区域をもって発足。
- 1896年（明治29年）4月1日 - 所属郡が神崎郡に変更。
- 1956年（昭和31年）5月3日 - 八千種村・福崎町と合併し、改めて福崎町が発足。同日田原村廃止。

## 人口
『伝家之宝典 自治団体之沿革 兵庫県之部』（1932年出版）によれば戸数・人口は747・3904。

## 経済

### 産業
農業、商工業
穀菜の栽培に適していた。米、麦、莚、瓦、酒、葉煙等が主な物産である。松茸は重要産物である。『大日本篤農家名鑑』によれば、田原村の篤農家は梶原、牛尾、藤川姓の人物がいた。
金融機関
- 中播銀行田原支店[1]

企業
- 中播家畜定市場[3]

### 地主
- 牛尾彦蔵や長谷川善次は兵庫県の大地主である[4]。

## 地域

### 教育
- 尋常高等小学校[1]
- 農業公民学校[1]

## 交通

### 道路
現在は旧村域に中国自動車道・播但連絡道路の福崎インターチェンジが所在するが、当時は未開通。

## 出身・ゆかりのある人物

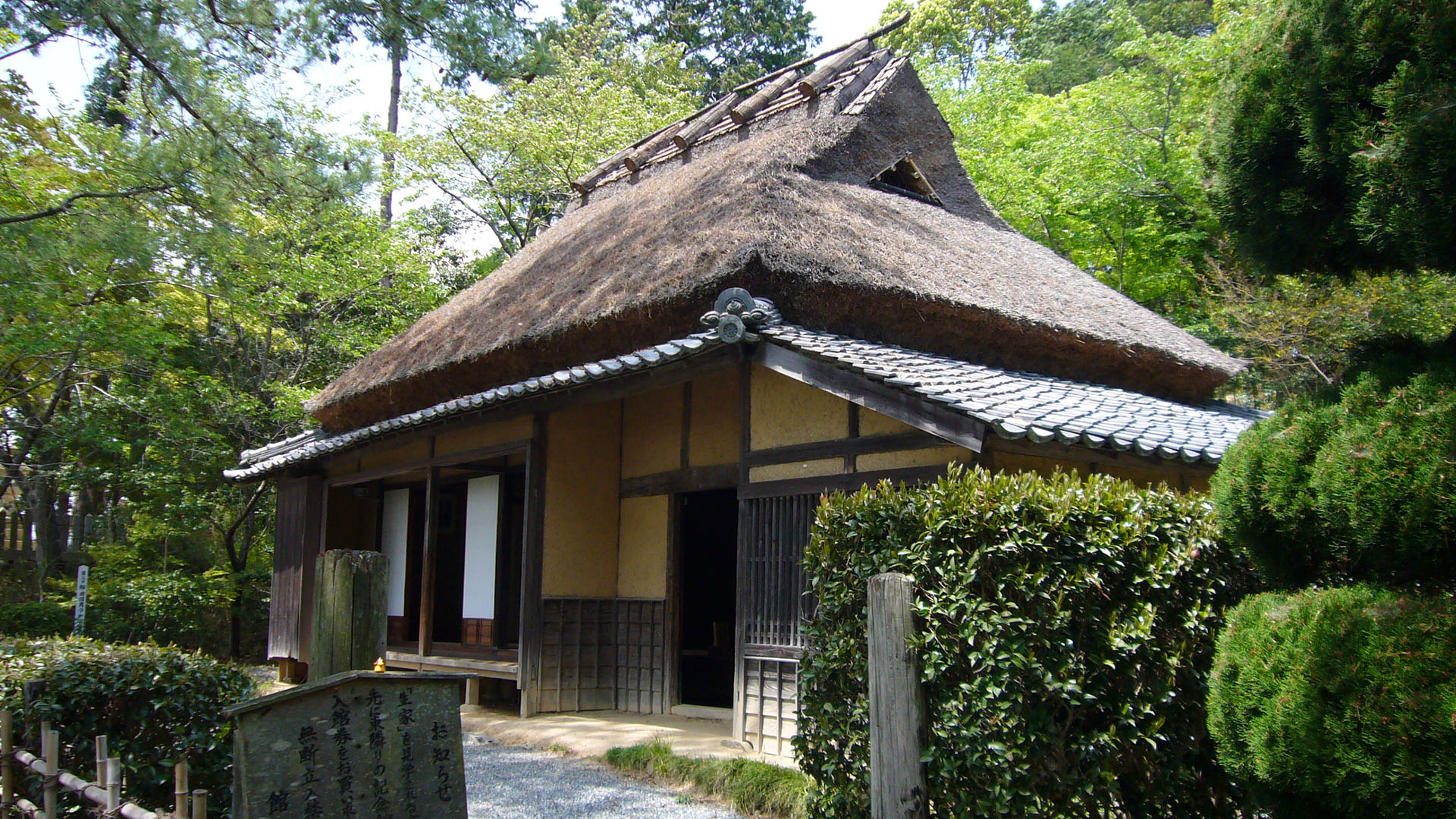
柳田國男の生家（兵庫県福崎町）

- 牛尾彦十郎（篤農家[2]、中播銀行監査役[5]）
- 牛尾安麿（篤農家[2]、市川製紙社長[6]）
- 古河和一郎（計理士、衆議院議員）[7]
- 松岡映丘（日本画家）
- 松岡静雄（軍人、言語学者）
- 柳田國男（民俗学者）